# Monastère des Hiéronymites
Le monastère des Hiéronymites (en portugais : Mosteiro dos Jerónimos) est un monastère portugais de l'ordre de Saint-Jérôme, témoignage monumental de la richesse des découvertes portugaises à travers le monde. Comme la tour de Belém, il est un exemple significatif du style manuélin.

## Situation
Le monastère est situé à l'ouest de Lisbonne au Portugal, dans le quartier de Belém, à l'embouchure du fleuve Tage.

## Histoire
C'est sur l'emplacement d'un ermitage dédié à la vierge de Bethléem (Belém), fondé par Henri le Navigateur, que le roi Manuel Ier entreprend en 1502 (selon l'histoire officielle en remerciement pour le retour de Vasco de Gama de son premier voyage en Inde en août 1499), de bâtir un magnifique monastère destiné aux religieux de l'ordre des Hiéronymites. En réalité, la fondation du grand monastère est planifiée avant le départ de Vasco de Gama, puisque la bulle papale autorisant sa construction date du 23 juin 1496.

### Une décision politique
Accueillir au Portugal l'ordre des Hiéronymites, c'est-à-dire un ordre espagnol dont la vocation est d'entretenir le culte funéraire de la dynastie royale de Castille, est un geste de Manuel Ier en direction des Rois catholiques, avec lesquels il souhaite s'allier par l'entremise d'un mariage avec leur fille. La première pierre est posée en janvier 1502, et le chantier pharaonique sera en grande partie financé par les profits du commerce d'épices et grâce aux richesses rapportées des grands voyages de découverte portugais du XVIe siècle. On parle d'ailleurs de 750 tonnes d'or consacrées chaque année au chantier de construction.
Le monastère constitue l'œuvre architecturale la plus aboutie du style manuélin. Bénéficiant de l'afflux de richesses à Lisbonne, les architectes purent se lancer dans une œuvre de grande envergure. Diogo Boitaca fut le premier architecte du chantier et adopta dès 1502 le style gothique. Mais à partir de 1517, ses successeurs modifièrent ce style et y ajoutèrent l'appareil ornemental caractéristique du style manuélin où se retrouvent diverses influences. João de Castilho, d'origine espagnole, donna à la décoration une tournure plateresque ; Nicolas Chantereine mit en relief les thèmes de la Renaissance ; enfin, Diogo de Torralva et Jérôme de Rouen apportèrent une note de classicisme.

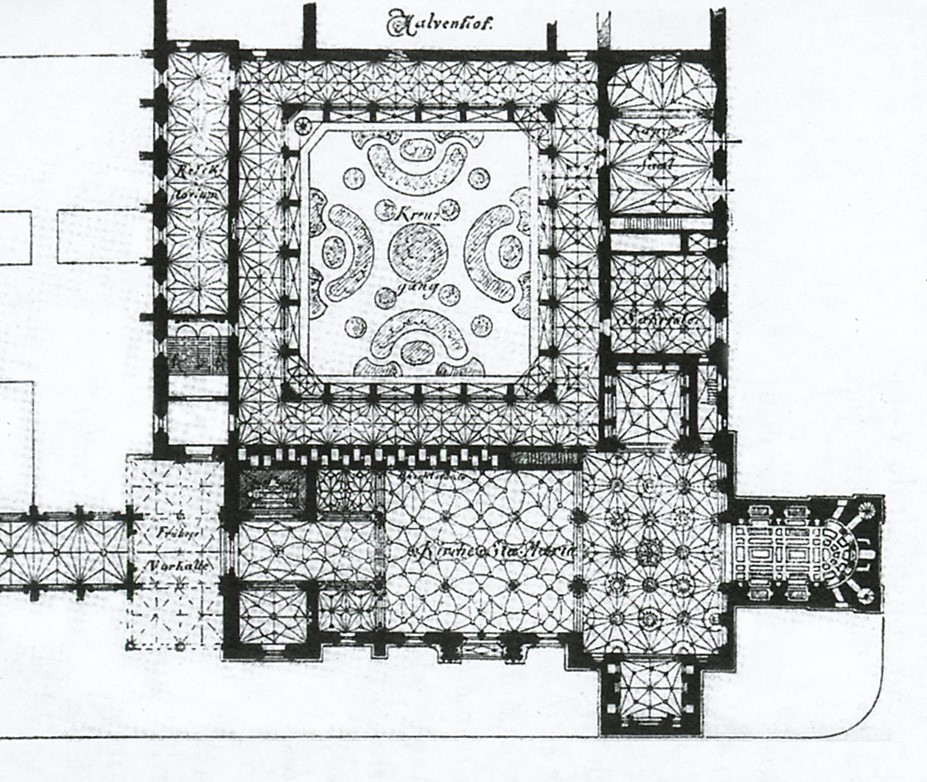
Plan du monastère. Au sud, l'église ; au nord, le cloître et ses annexes.

Il a résisté au séisme de 1755 qui a ravagé Lisbonne mais a été endommagé par les troupes anglaises de Wellington qui y furent cantonnées, venues combattre les troupes napoléoniennes au début du XIXe siècle. En 1834, avec l'expulsion de l'ordre religieux des Hiéronymites, l'église Sainte-Marie-des-Hiéronymites (Santa-Maria de Jerónimos) est devenue une église paroissiale pour les habitants de la paroisse de Sainte-Marie-de-Belém (Santa Maria de Belém).
Des bâtiments ajoutés au milieu du XIXe siècle à l'ouest du clocher affectent quelque peu l'harmonie architecturale de l'ensemble qui était jusque-là respectée. On y a installé les musées de la marine et de l'archéologie.
Classé monument historique en 1907, le monastère est inscrit sur la liste du patrimoine mondial de l'UNESCO en 1983. Le 13 décembre 2007, les chefs d'État ou de gouvernement de l'Union européenne s'y réunirent pour signer un nouveau traité constitutionnel appelé traité de Lisbonne.

## Le cloître
Le cloître possède une richesse sculpturale impressionnante. De forme carrée de 55 m de côté, il comprend deux étages. L'étage inférieur, construit par Diogo Boitaca, est percé de larges arcades dont les remplages prennent appui sur de fines colonnettes de décoration inspirée du gothique finissant et de la Renaissance. L'étage supérieur, construit par João de Castilho, a un style moins exubérant.
Dans l'une de ces arcades se trouve depuis 1985 la sobre tombe du poète Fernando Pessoa (1888-1935), tandis que plusieurs autres tombes, dans la salle capitulaire contiennent les restes du poète et dramaturge Almeida Garrett (1799-1854), de l'écrivain-historien Alexandre Herculano (1810-1877), ainsi que des anciens présidents Teófilo Braga (1843–1924) et Óscar Carmona (1869–1951).
La sacristie et le réfectoire des moines sont recouverts de voûtes à liernes et tiercerons.

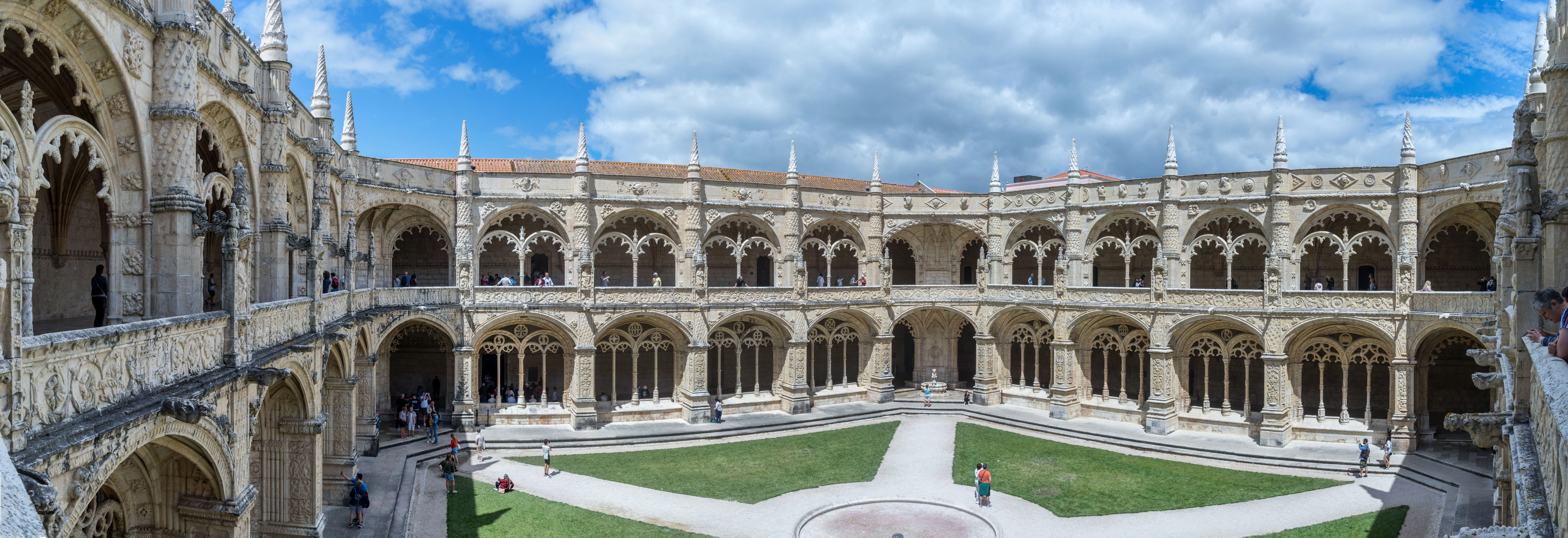
Vue panoramique du cloître.

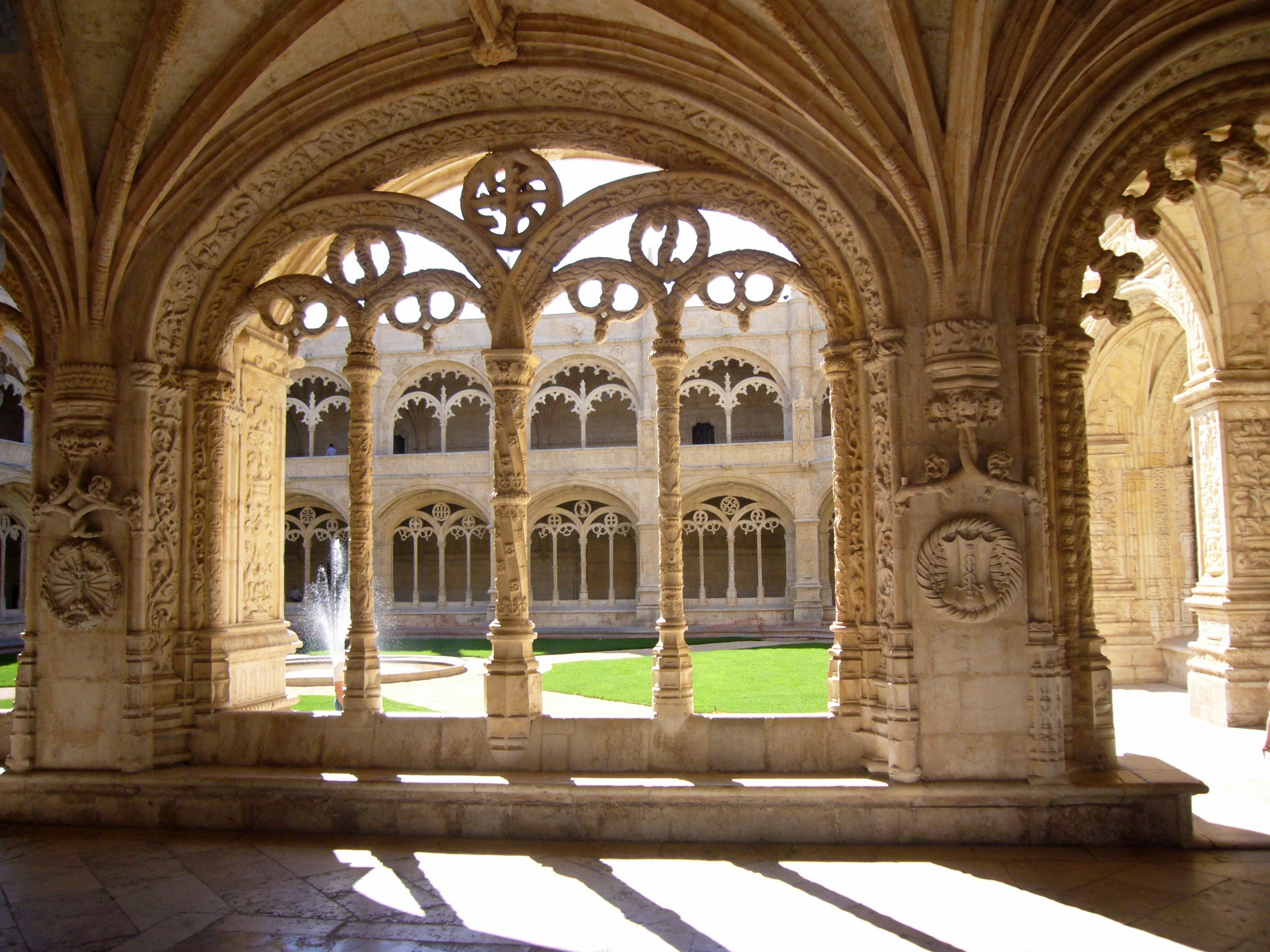
Arcade du cloître.
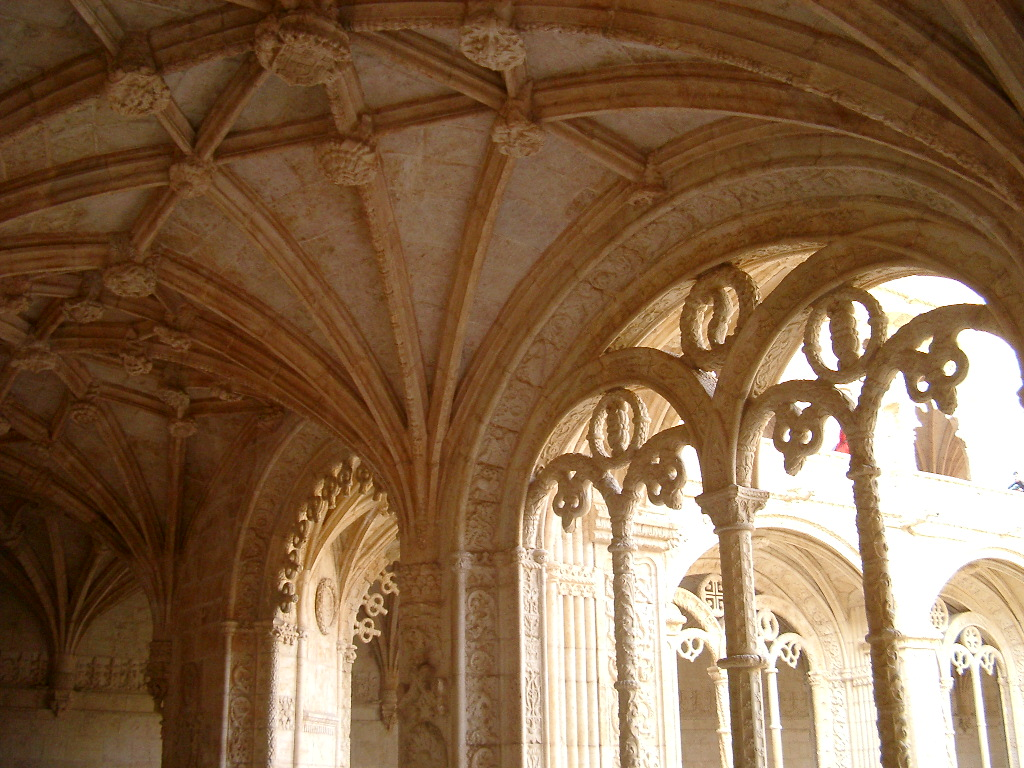
Voûtes du cloître.
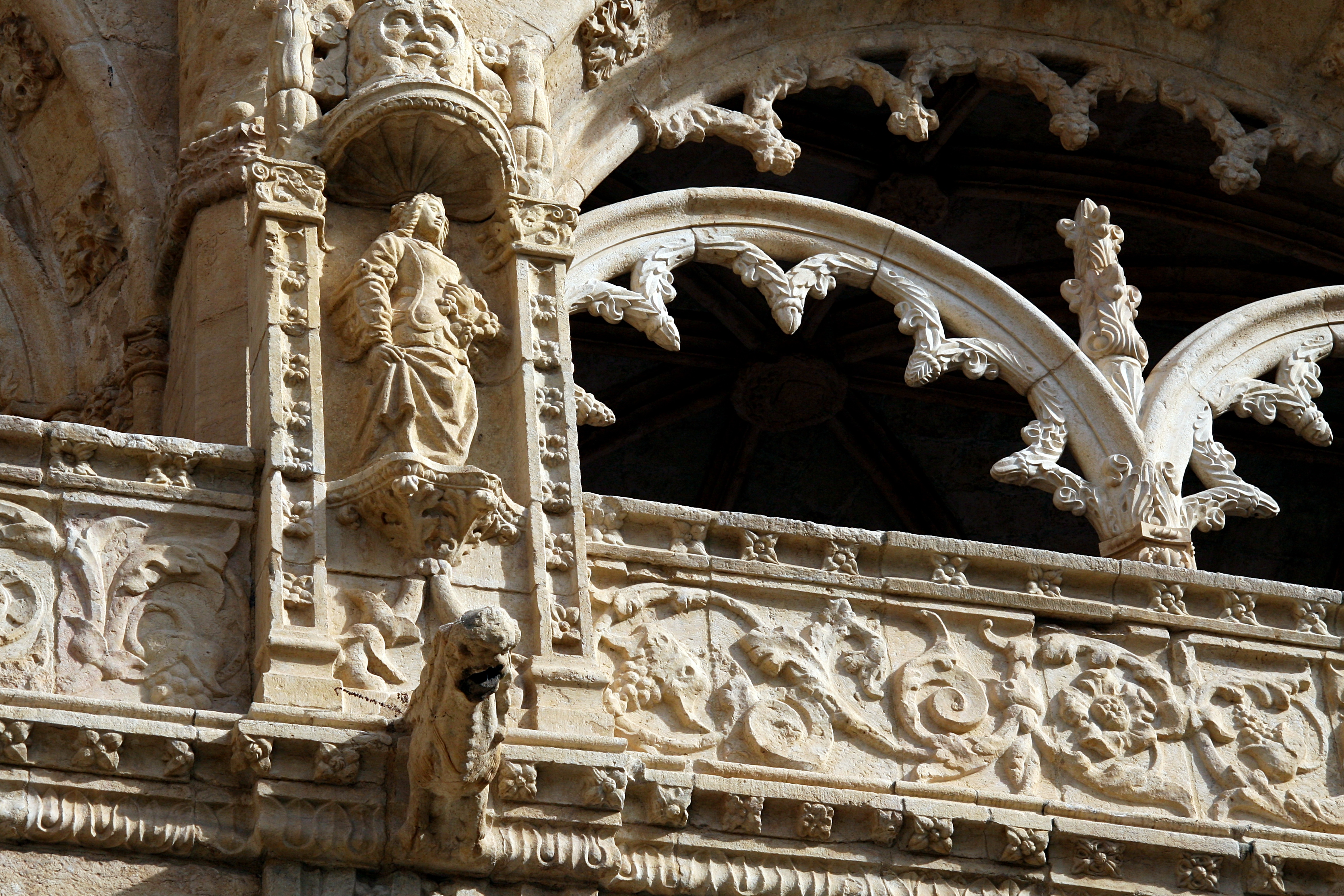
Détail de décoration extérieure du cloître.
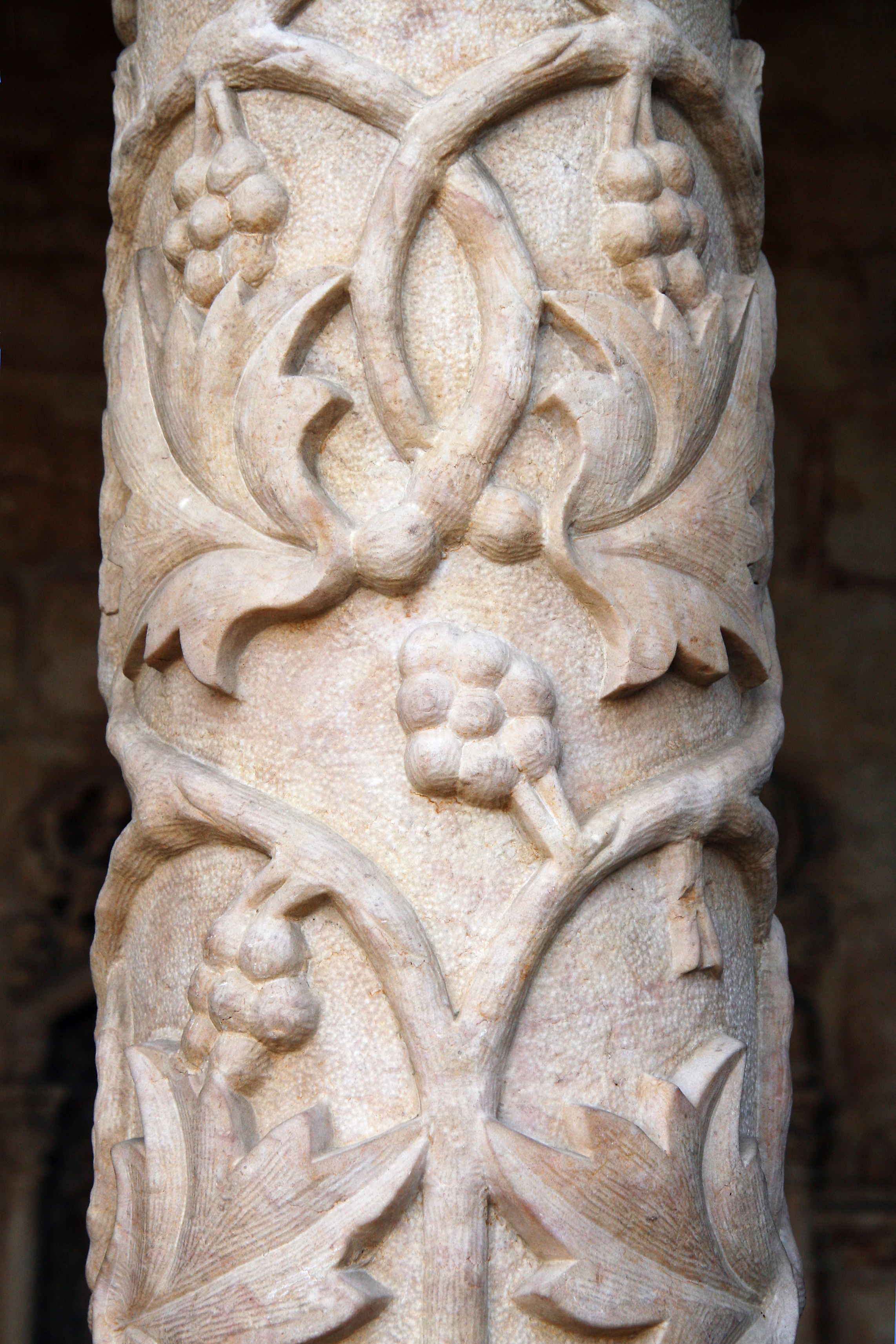
Détail d'une colonnette du cloître.

## L'église Sainte-Marie (Santa Maria)

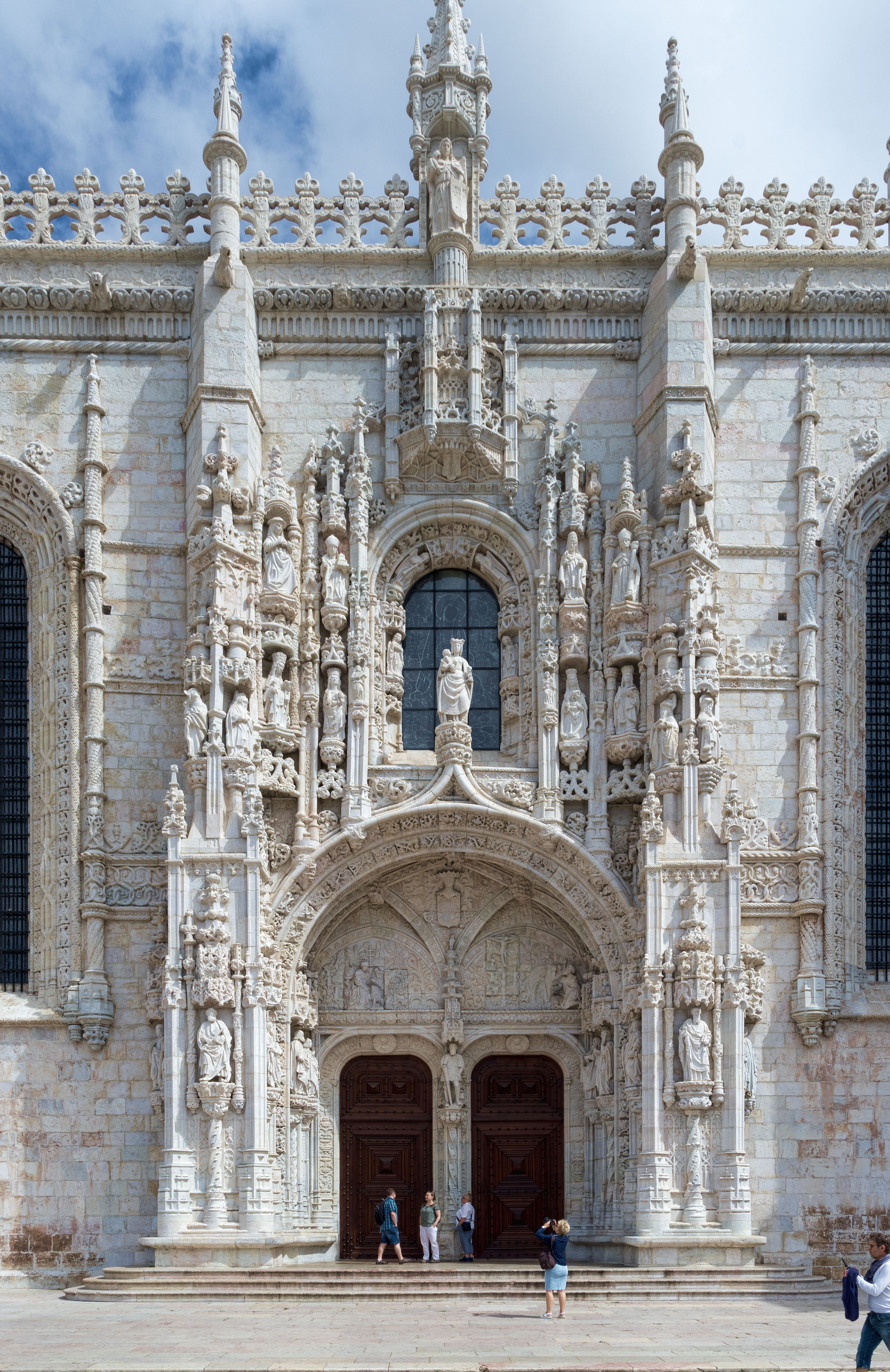
Portail Sud.

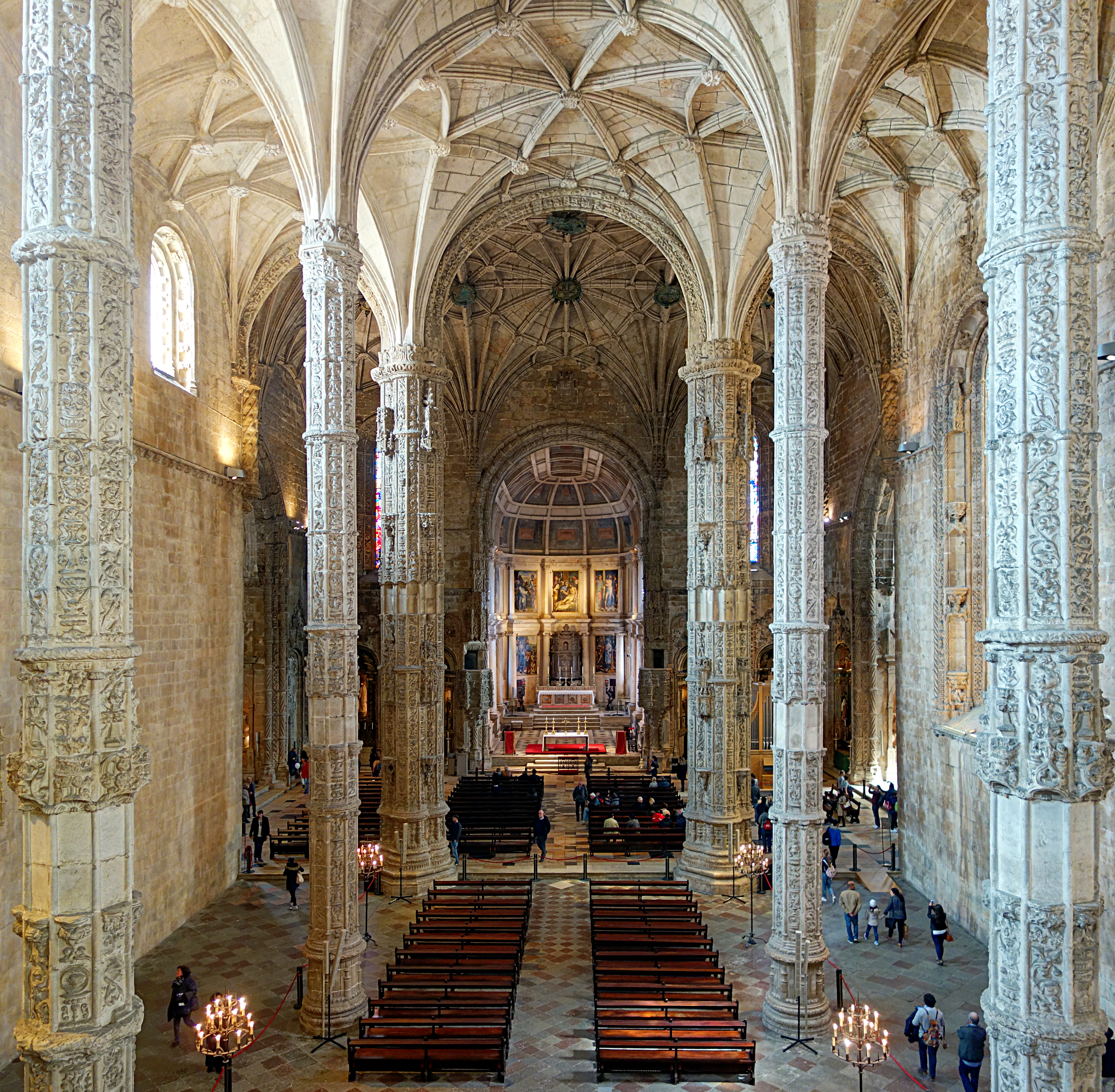
Vue générale de l'intérieur de l'église Santa Maria.

Le portail latéral sud, œuvre de Diogo Boitaca et João de Castilho, présente un foisonnement de gâbles, de pinacles et de niches accueillant des statues. Il est couronné par un dais surmonté de la croix des chevaliers du Christ. Le trumeau est orné de la statue d'Henri le Navigateur et le tympan est décoré de bas-reliefs se rapportant à la vie de saint Jérôme.
Le portail Ouest, œuvre de Nicolas Chanterène, permet d'accéder au cloître du monastère. Il est orné de très belles statues, notamment celles de Manuel Ier et de sa seconde épouse Marie d'Aragon. Au-dessus du portail se trouvent les scènes de l'Annonciation, de la Nativité et de l'Adoration des Mages. De nos jours, le portail Ouest est abrité par un porche construit au XIXe siècle.
L'intérieur de la nef de l'église surprend par le raffinement et la virtuosité de sa voûte. La décoration des piliers et de la voûte sont de João de Castilho, dans le pur style manuélin. À l'entrée de l'église, on peut voir les tombeaux de Vasco de Gama (sculpté de cordages, de sphères armillaires et autres emblèmes marins, il est de style manuélin) et de Camoens. Les bras du transept de style baroque ont été érigés par Jérôme de Rouen, fils de Jean de Rouen et renferment plusieurs tombeaux royaux. Dans le chœur reconstruit à l'époque classique, on découvre un tabernacle en argent du XVIIe siècle, de l'orfèvre portugais João de Sousa (1674-1678), offert par le roi Alphonse VI en remerciements pour sa victoire dans la bataille de Montes Claros (17 juin 1665) face au royaume d'Espagne, et aussi plusieurs tombeaux royaux.

Voûtes de l'église
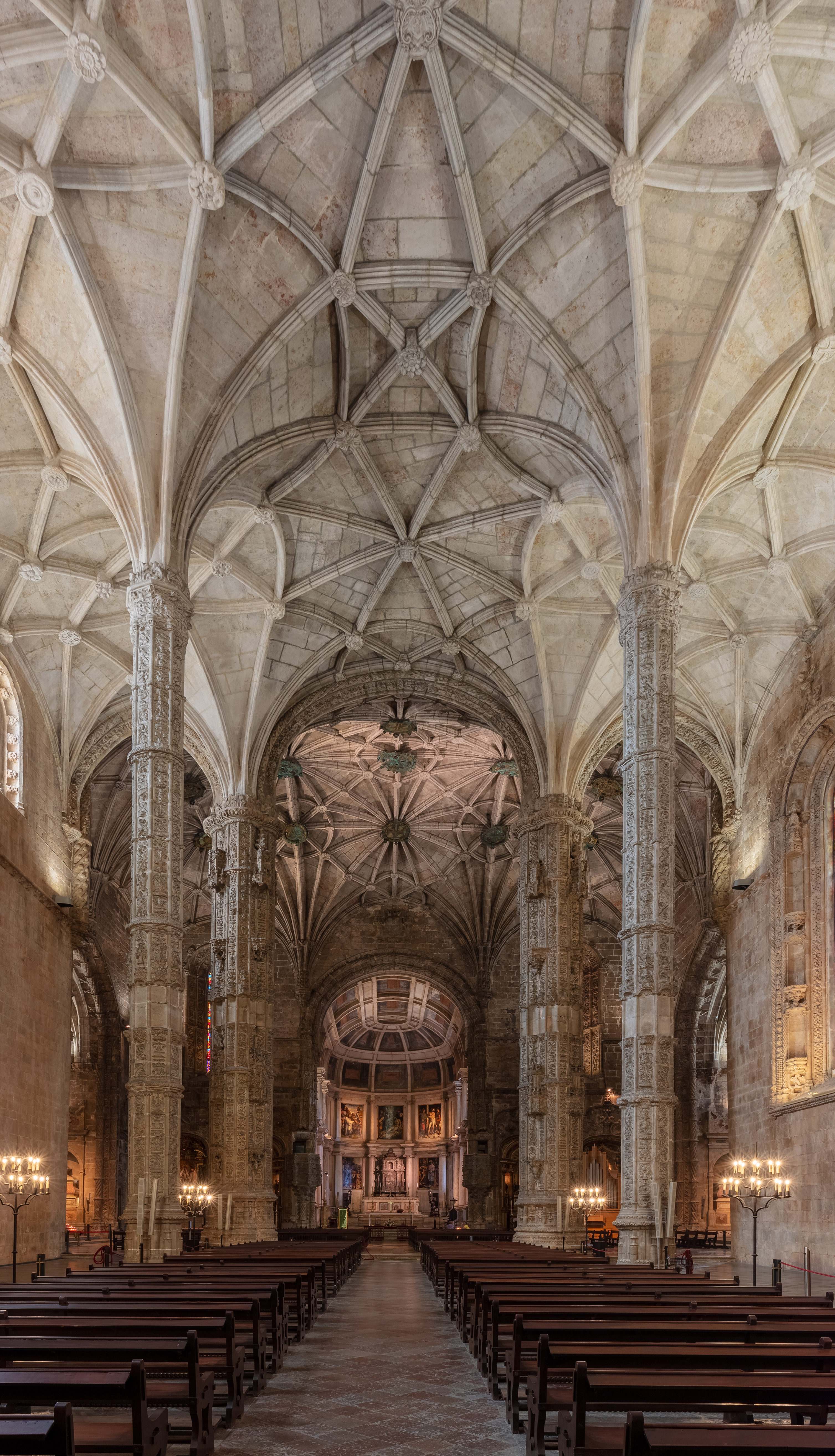
Nef de l'église Sainte-Marie.
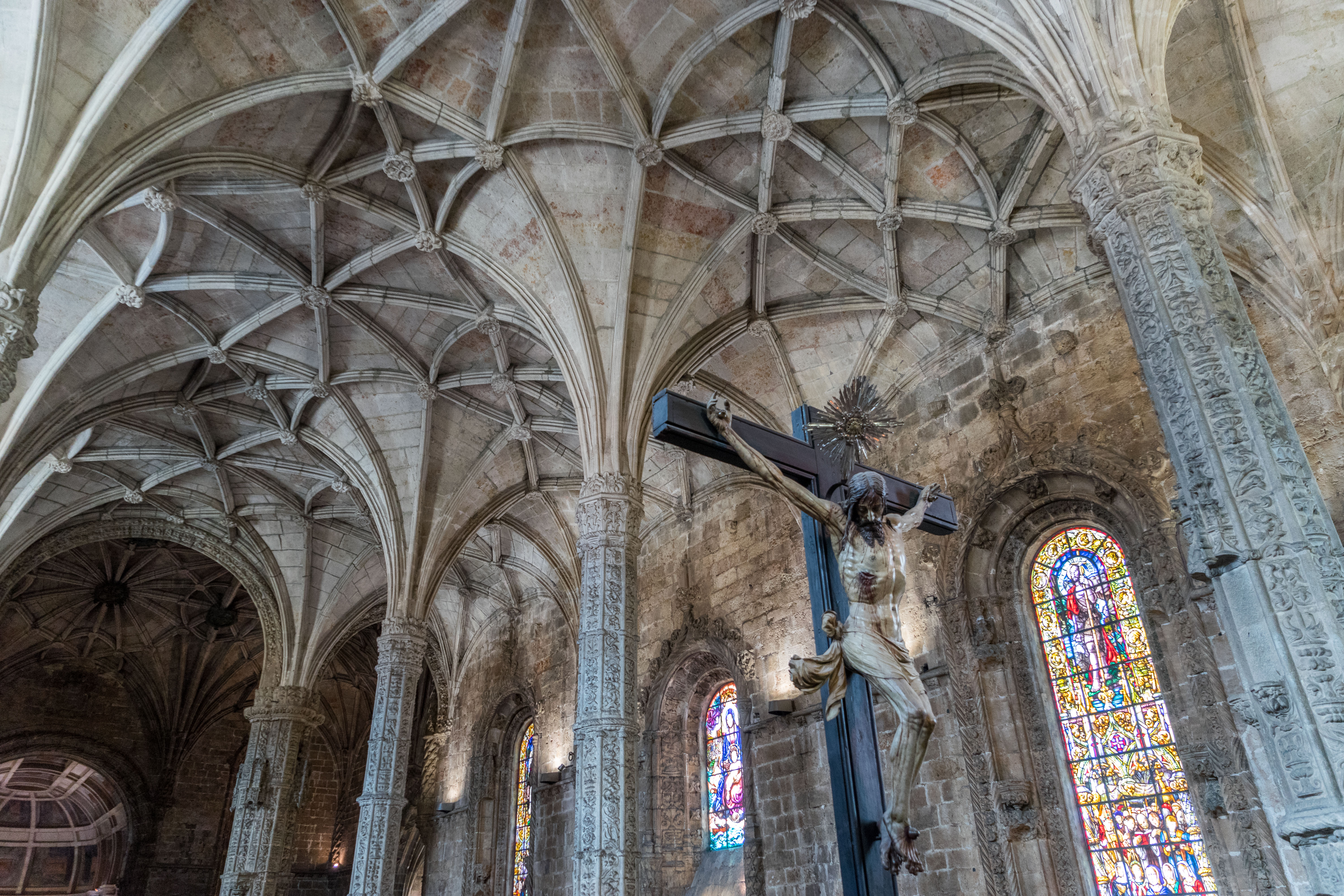
Voûte de style manuélin de l'église Santa Maria
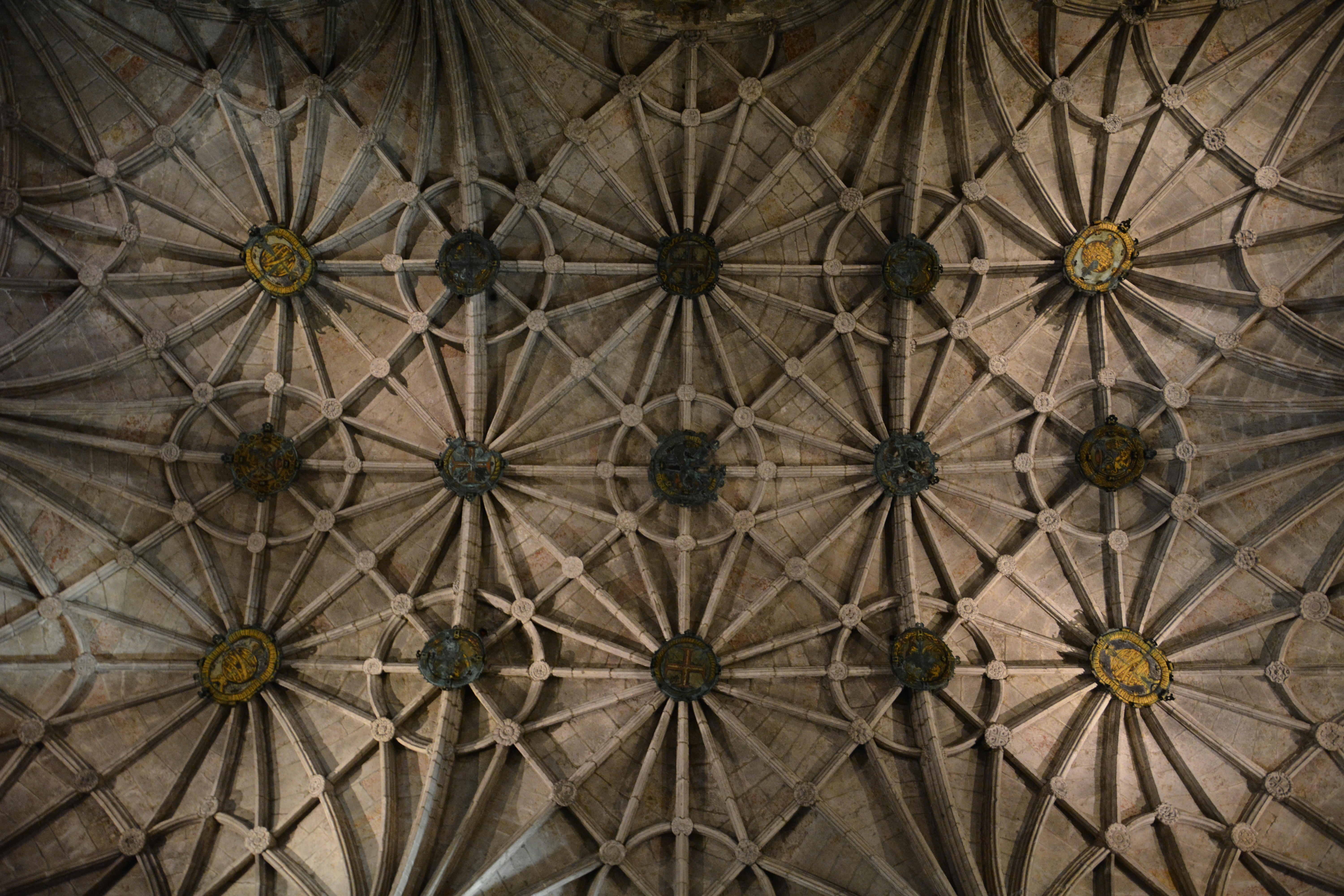
Voûtes du transept.

Tombes de Vasco de Gama et Camoens
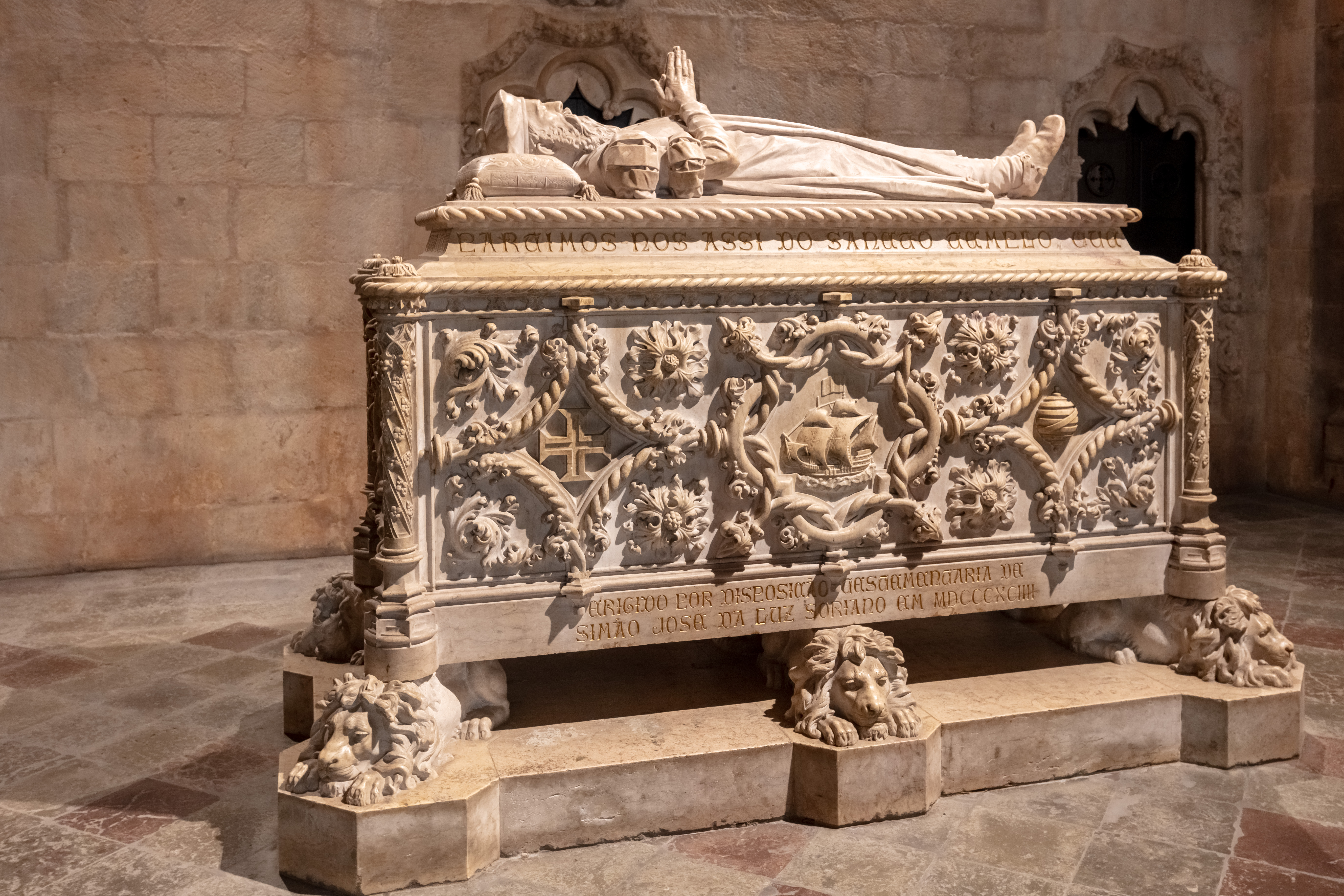
Tombeau de Vasco de Gama, de style manuélin.
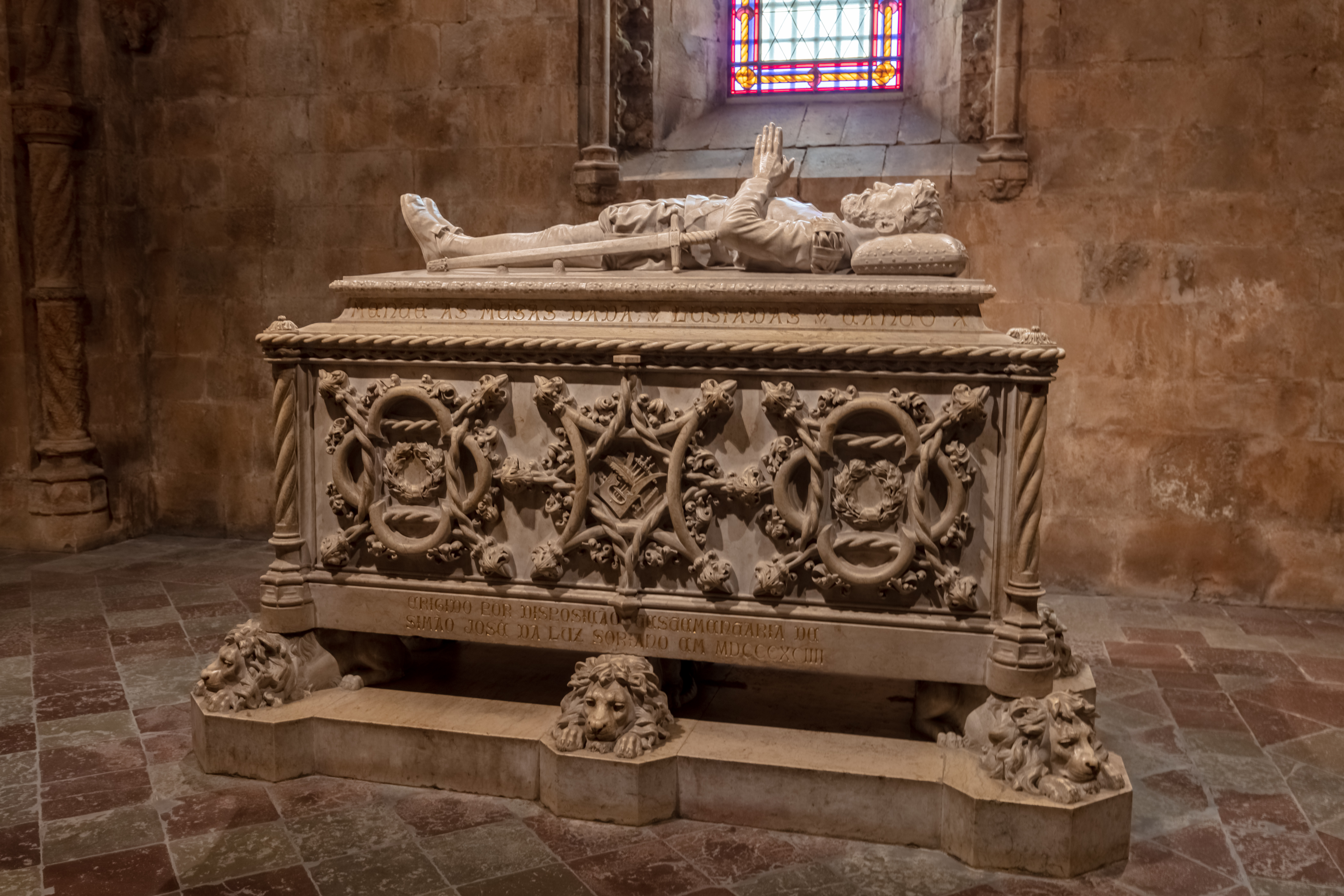
Tombeau de Camoens.
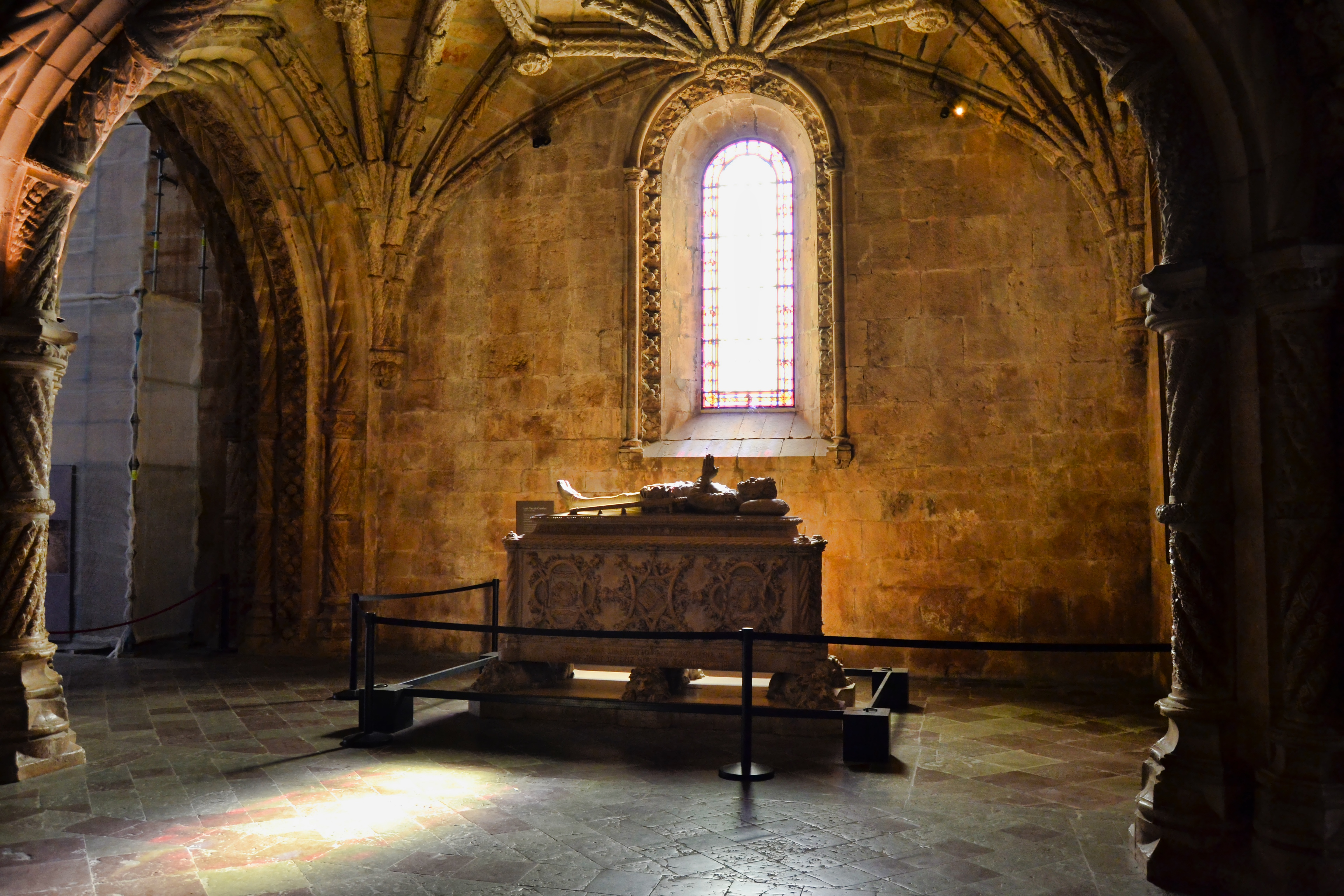
Tombeau de Camoens dans sa chapelle.

## Nécropole royale de l'église
L'église Sainte-Marie contient les tombeaux des quatre rois de la branche Beja de la Maison d'Aviz et de nombreux membres de la famille. Les tombeaux reposent sur des éléphants en marbre et sont situés entre des colonnes ioniques surmontées de colonnes corinthiennes.
Dans le chœur de l'église se trouvent les tombeaux de Manuel Ier, de sa seconde épouse Marie d'Aragon, de Jean III et de son épouse Catherine de Castille.
Dans le transept Nord se trouvent les tombeaux des enfants de Manuel Ier et d'Henri Ier tandis que dans le transept Sud se trouvent les tombeaux des enfants de Jean III et celui qui contiendrait le corps de Sébastien Ier, mais sans aucune certitude.

Tombeaux royaux
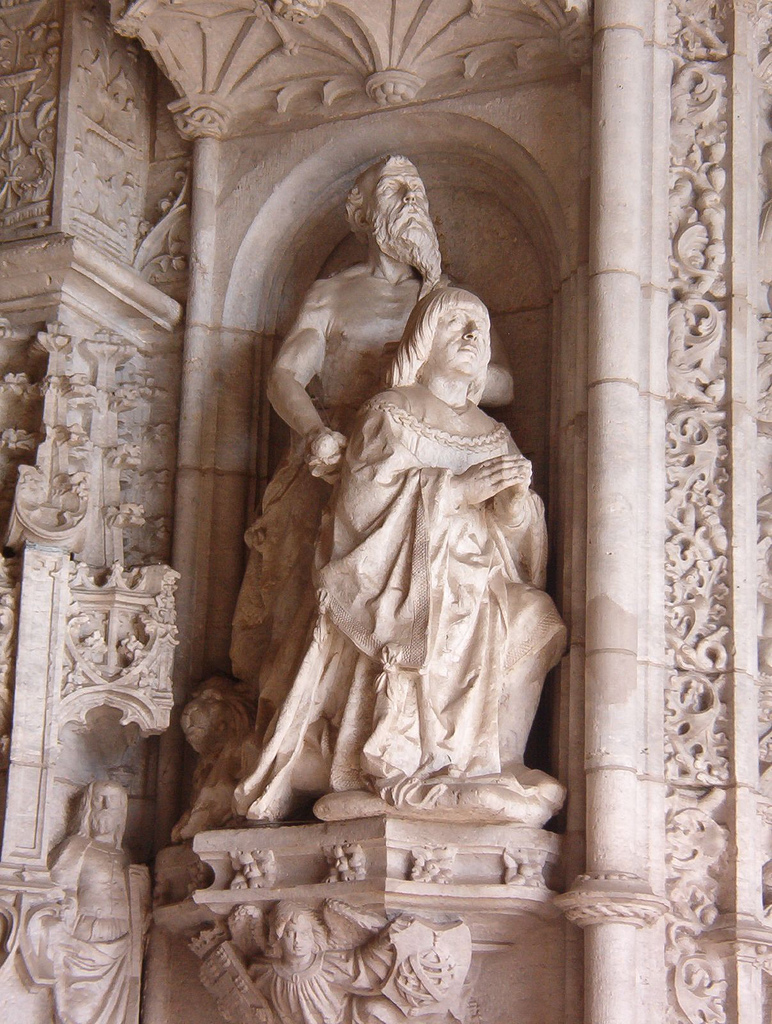
Statue de Manuel Ier à genou devant saint Jérôme, sur le portail Ouest.
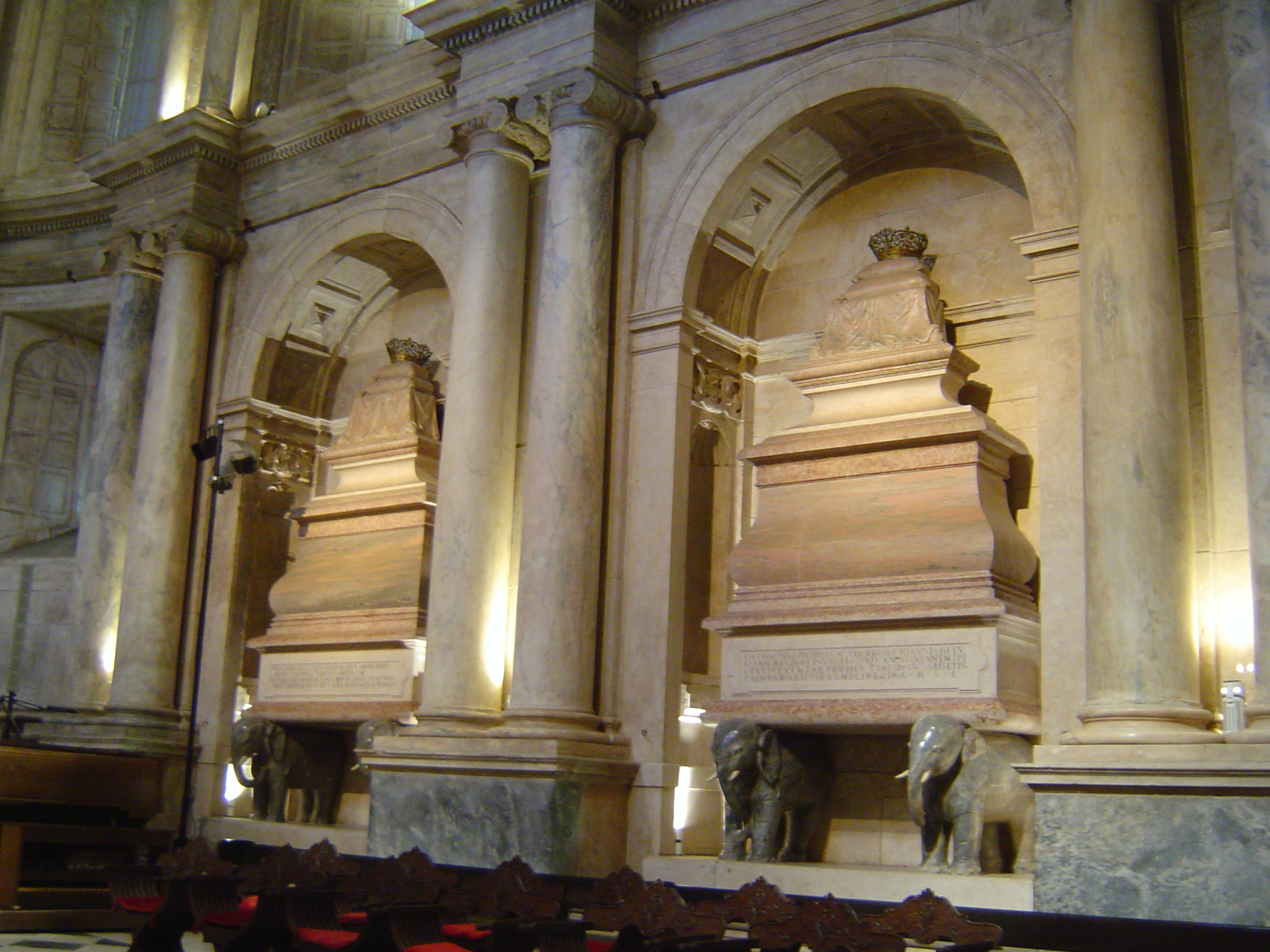
Tombeaux de Jean III de Portugal (à gauche) et de Catherine de Castille (à droite) dans la chœur de l'église.
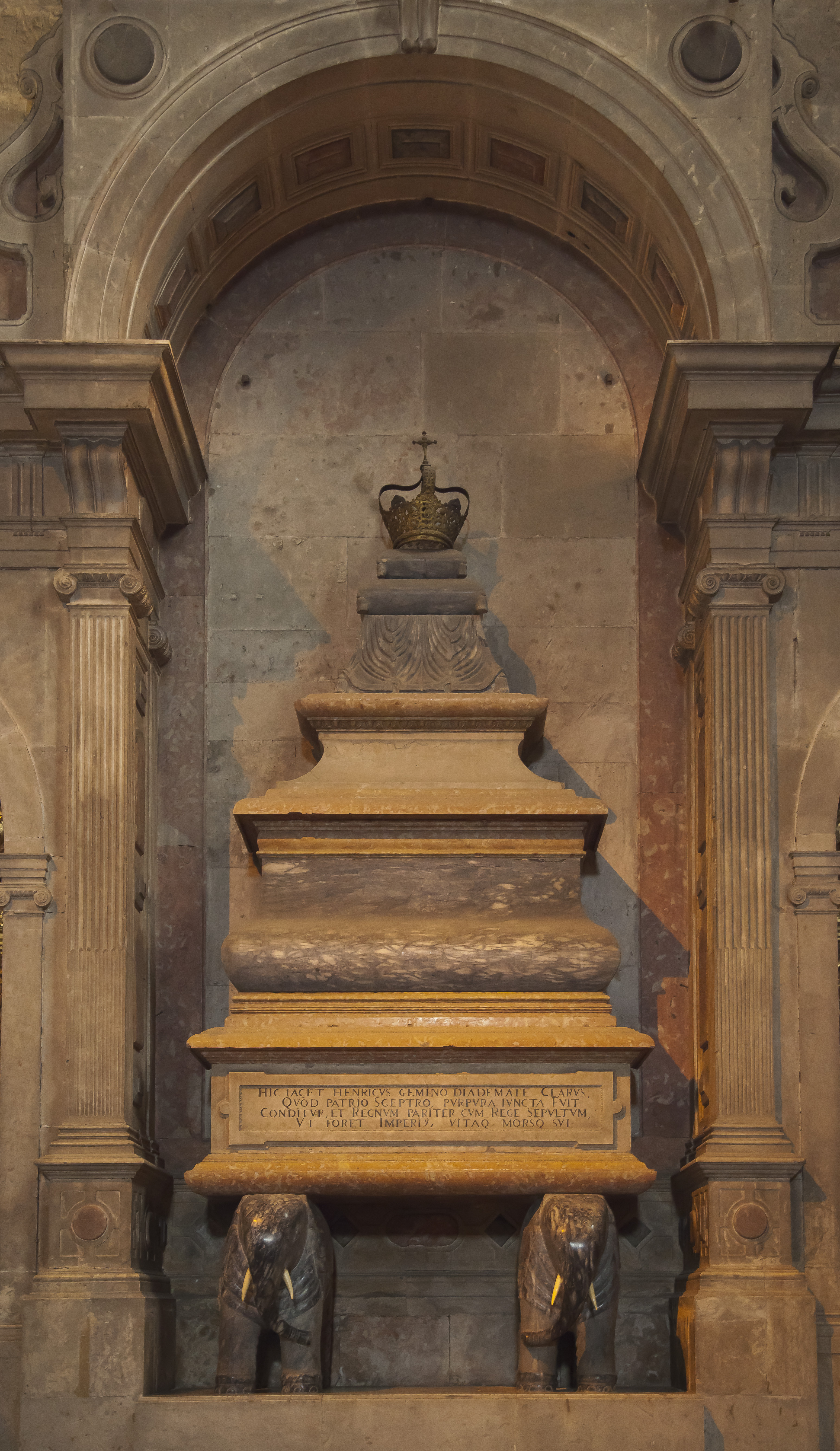
Tombeau d'Henri Ier de Portugal.
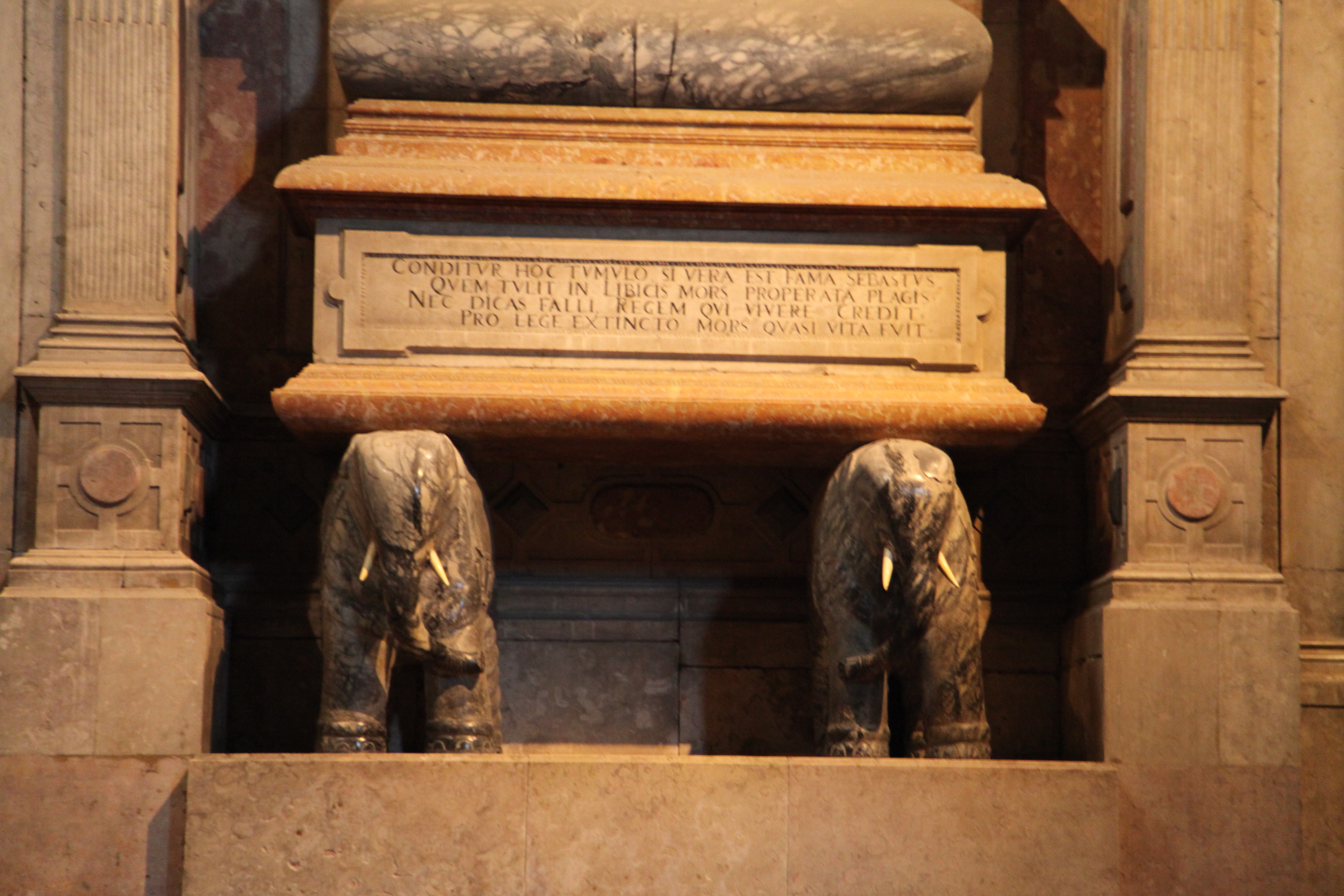
Tombeau présumé de Sébastien Ier. Les premiers mots de l'inscription latine disent : « Dans ce tombeau est enterré Sébastien, si la rumeur est vraie ».

Voici la liste complète des membres de la famille inhumés dans l'église :
1. Manuel Ier de Portugal, roi de Portugal et des Algarves (31 mai 1469 - 13 décembre 1521) (fils de Ferdinand de Portugal et de Béatrice de Portugal, petit-fils d'Édouard Ier de Portugal)
2. Marie d'Aragon, reine consort de Portugal et des Algarves (29 juin 1482 - 7 mars 1517) (seconde épouse de Manuel Ier de Portugal)
3. Louis de Portugal, infant de Portugal, duc de Beja (3 mars 1506 - 27 novembre 1555) (fils de Manuel Ier de Portugal et de Marie d'Aragon)
4. Ferdinand de Portugal, infant de Portugal, duc de Guarda et de Trancoso (5 juin 1507 - 7 novembre 1534) (fils de Manuel Ier de Portugal et de Marie d'Aragon)
5. Alphonse de Portugal, infant de Portugal, cardinal (23 avril 1509 - 21 avril 1540) (fils de Manuel Ier de Portugal et de Marie d'Aragon)
6. Marie de Portugal, infante de Portugal (1511 - 1513) (fille de Manuel Ier de Portugal et de Marie d'Aragon)
7. Édouard de Portugal, infant de Portugal, duc de Guimarães (7 octobre 1515 - 20 septembre 1540) (fils de Manuel Ier de Portugal et de Marie d'Aragon)
8. Antoine de Portugal, infant de Portugal (9 septembre 1516 - 9 septembre 1516) (fils de Manuel Ier de Portugal et de Marie d'Aragon)
9. Charles de Portugal, infant de Portugal (18 février 1520 - 15 avril 1521) (fils de Manuel Ier de Portugal et d'Éléonore de Habsbourg)
10. Jean III de Portugal, roi de Portugal et des Algarves (6 juin 1502 - 11 juin 1557) (fils de Manuel Ier de Portugal et de Marie d'Aragon)
11. Catherine de Castille, reine consort de Portugal et des Algarves (14 janvier 1507 - 12 février 1578) (épouse de Jean III de Portugal)
12. Alphonse de Portugal, infant de Portugal (24 février 1526 - 12 avril 1526) (fils de Jean III de Portugal et de Catherine de Castille)
13. Isabelle de Portugal, infante de Portugal (29 avril 1529 - 23 juillet 1530) (fille de Jean III de Portugal et de Catherine de Castille)
14. Béatrice de Portugal, infante de Portugal (15 février 1530 - 1er août 1530) (fille de Jean III de Portugal et de Catherine de Castille)
15. Manuel de Portugal, infant de Portugal (1er novembre 1531 - 14 avril 1537) (fils de Jean III de Portugal et de Catherine de Castille)
16. Philippe de Portugal, infant de Portugal (25 mars 1533 - 29 avril 1539) (fils de Jean III de Portugal et de Catherine de Castille)
17. Denis de Portugal, infant de Portugal (16 avril 1535 - 1er janvier 1537) (fils de Jean III de Portugal et de Catherine de Castille)
18. Jean de Portugal, infant de Portugal, prince héritier de Portugal (3 juin 1537 - 2 janvier 1554) (fils de Jean III de Portugal et de Catherine de Castille, père de Sébastien Ier de Portugal)
19. Antoine de Portugal, infant de Portugal (9 mars 1539 - 20 janvier 1540) (fils de Jean III de Portugal et de Catherine de Castille)
20. Sébastien Ier de Portugal, roi de Portugal et des Algarves (20 janvier 1554 - 4 août 1578) (fils de Jean de Portugal et de Jeanne d'Autriche, petit-fils de Jean III de Portugal et de Catherine de Castille) (Tombeau vide ?)
21. Henri Ier de Portugal, cardinal puis roi de Portugal et des Algarves (31 janvier 1512 - 31 janvier 1580) (fils de Manuel Ier de Portugal et de Marie d'Aragon)

## Musée archéologique
Il est situé dans l'aile construite au XIXe siècle. Dans la grande galerie, on peut découvrir les différentes étapes de l'histoire portugaise des origines jusqu'à l'époque romaine. Des objets des différentes époques sont présentés : des poteries, des armes, des bijoux, des stèles... Parmi ces objets, on trouve notamment des berrões qui sont des sculptures de granit représentant des sangliers que l'on trouve en nombre dans le Nord-Est du Portugal.

## Musée de la Marine
Le musée de la Marine (Museu de Marinha) est installé à l'ouest du monastère dans deux bâtiments distincts. Il présente notamment une collection de maquettes d'embarcations de différentes époques.

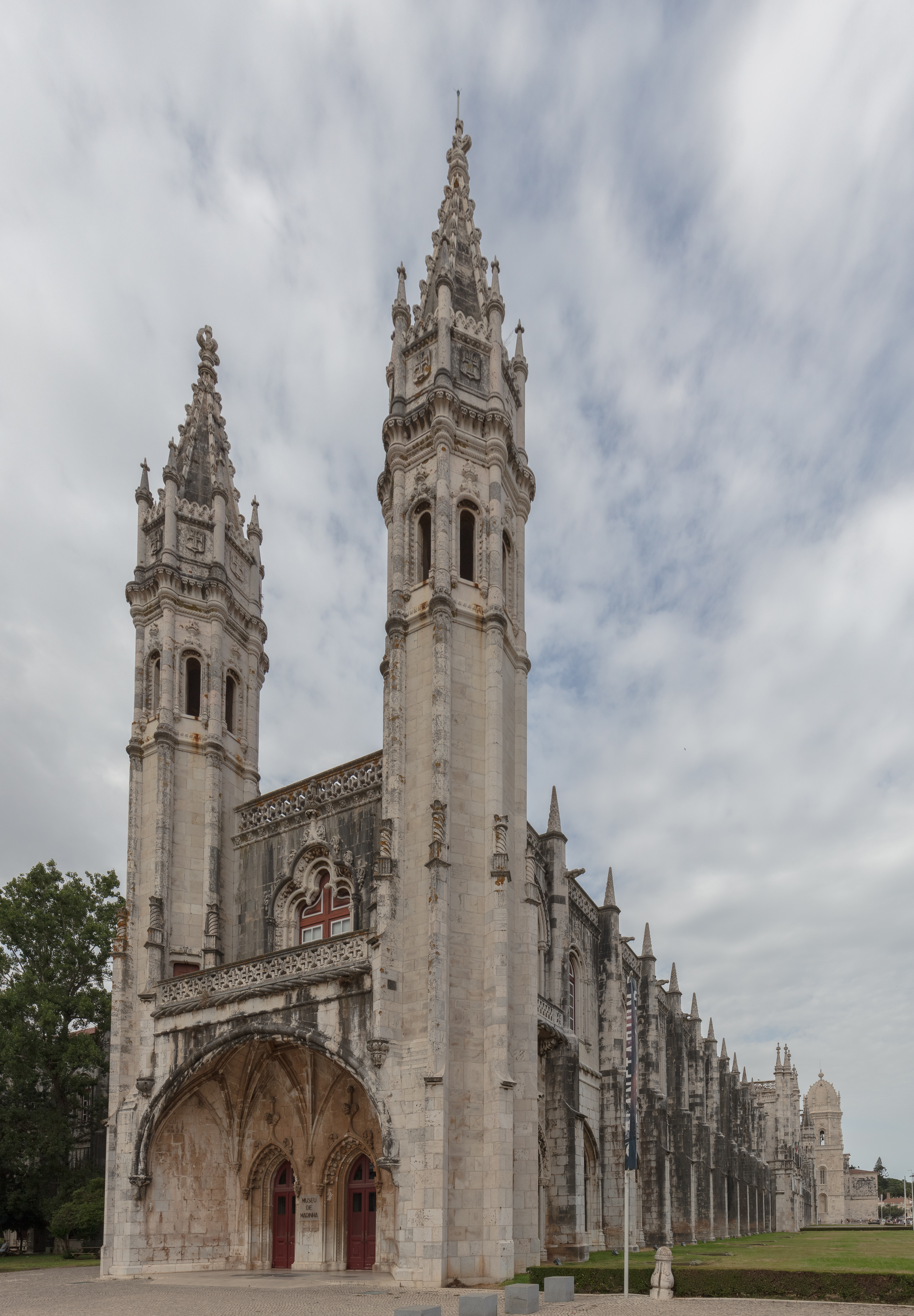
Monastère des Hiéronymites.
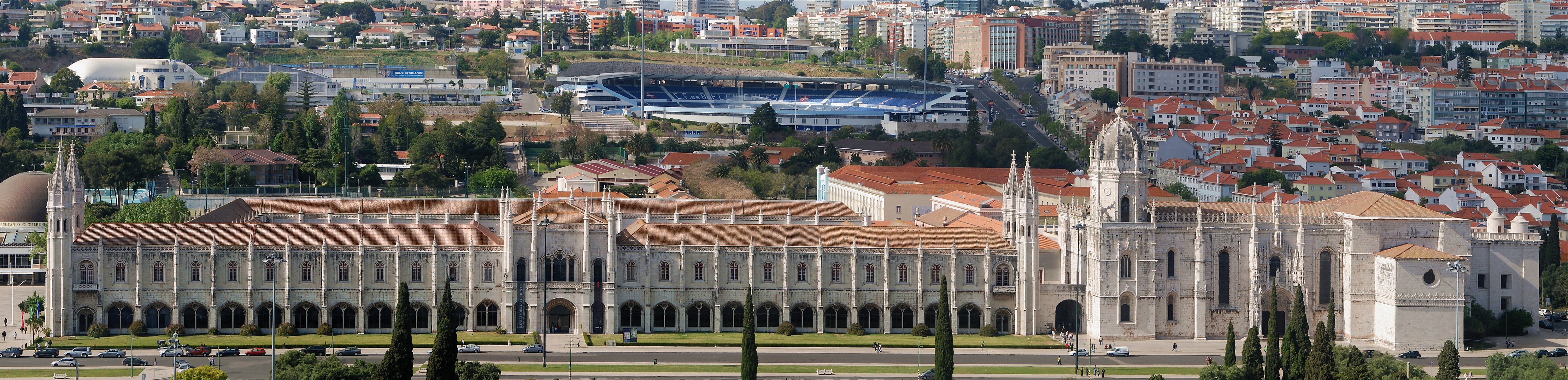
Vue générale.